# گران مارنیه

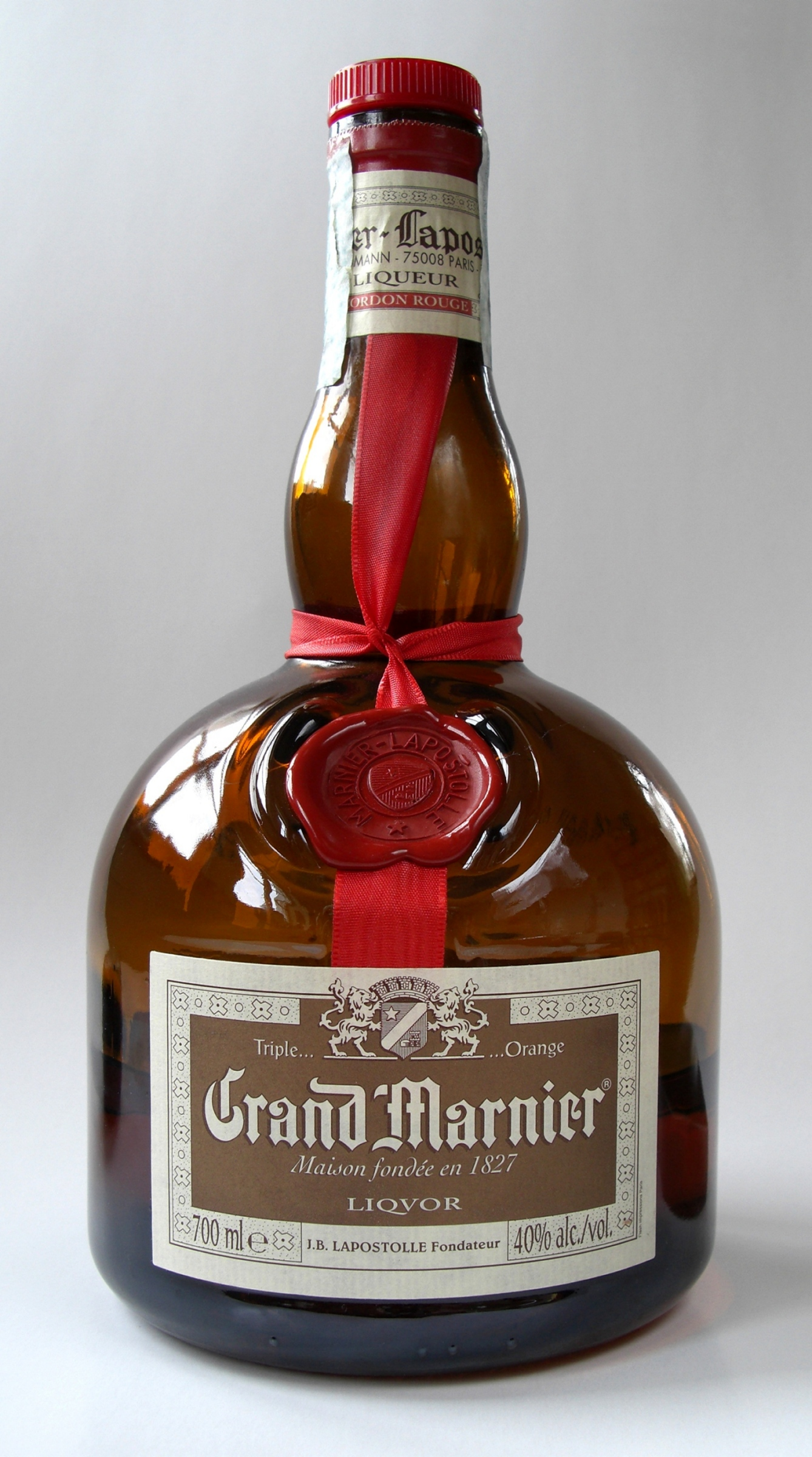
گران مارنیه

گران مارنیه (به فرانسوی: Grand Marnier) یکی از نوشیدنی‌های الکلی با منشأ فرانسوی است. گران مارنیه یک نوع براندی و لیکور با طعم پرتقال است. این مشروب در سال ۱۸۸۰ میلادی به وجود آمده‌است.